# کتابخانه ظاهریه
کتابخانه ظاهریه (عربی: المكتبة الظاهرية) کتابخانه و مدرسه تاریخی در دمشق، سوریه است که در به دستور بیبرس ساخته شده است.